# Villa Spontini
La villa Spontini est une voie du 16e arrondissement de Paris, en France.

## Situation et accès
La villa Spontini est une voie privée située dans le 16e arrondissement de Paris. Elle débute au 37, rue Spontini et se termine en impasse.
Le quartier est desservi par la ligne 9 du métro, à la station Rue de la Pompe.

## Origine du nom

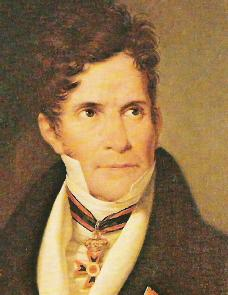
Gaspare Spontini.

Elle porte le nom du compositeur italien Gaspare Spontini (1774-1851), en raison de sa proximité avec la rue homonyme,.

## Historique
Cette voie est ouverte sous sa dénomination actuelle en 1884.

## Bâtiments remarquables et lieux de mémoire
- No 6 : le critique d'art Marcel Nicolle (1871-1934) a vécu ici[4].
- No 10 : en mars 1899, le graveur et médailleur Daniel Dupuis (1849-1899) fait l’acquisition à cette adresse d’un hôtel particulier, doté d’un petit jardin, pour le prix de 150 000 francs. Il y réalise d’importants travaux, en y aménageant notamment un vaste atelier. Quelques mois plus tard, il y meurt dans des circonstances tragiques[5], ce qui provoque une vive émotion dans le quartier.
- No 11 : l'artiste Jean Cottenet (1882-1942) y a vécu.